# Ḩalāf-e Yek
Ḩalāf-e Yek (persiska: حلاف یک) är en ort i Iran.   Den ligger i provinsen Khuzestan, i den centrala delen av landet, 500 km sydväst om huvudstaden Teheran. Ḩalāf-e Yek ligger 31 meter över havet och antalet invånare är 990.
Terrängen runt Ḩalāf-e Yek är mycket platt. Runt Ḩalāf-e Yek är det ganska tätbefolkat, med 144 invånare per kvadratkilometer. Närmaste större samhälle är Ḩamīdīyeh, 17,1 km sydväst om Ḩalāf-e Yek. Omgivningarna runt Ḩalāf-e Yek är i huvudsak ett öppet busklandskap.